# Vitis rhomboidea
Vitis rhomboidea là một loài thực vật hai lá mầm trong họ Nho. Loài này được (E. Mey. ex Harv.) Szyszyl. miêu tả khoa học đầu tiên năm 1888.